# Massacre de Nyarubuye
La massacre de Nyarubuye és el nom donat a l'assassinat d'un nombre estimat de 20.000 civils el 15 d'abril de 1994 a l'església catòlica de Nyarubuye, antiga província de Kibungo, 140 km a l'est de la capital de Ruanda, Kigali. Les víctimes eren tutsis i hutus moderats que havien buscat refugi a l'església. Es va informar que homes, dones i nens havien estat assassinats de manera indiscriminada, i els atacants suposadament utilitzaven llaces, matxets, clubs, granades de ma i armes automàtiques.
La massacre va ser part del genocidi ruandès d'abril a juny de 1994, en què van morir més de 500.000 persones.
El 3 de desembre de 2003, un tribunal ruandès a Rukira, Kibungo, va trobar a 18 persones culpables de crims de genocidi. Gitera Rwamuhizi, líder del grup responsable dels assassinats, va ser sentenciat a cadena perpètua i, després de declarar-se culpable, la condemna es va reduir a 25 anys. La resta van ser condemnades a terminis de 7 a 16 anys.
L'alcalde de Rusumo Sylvestre Gacumbitsi va ser jutjat pel Tribunal Penal Internacional per a Ruanda el 2004, que el va ser considerat culpable de genocidi i de crims contra la humanitat per violació i extermini i va ser sentenciat a cadena perpètua.
Després de la massacre, el lloc va ser visitat pel periodista de la BBC Fergal Keane que va fer que la història fos coneguda internacionalment. Va conèixer una noia de 13 anys a un hospital proper, Valentina Izibagiza, que havia vist matar la seva família i va sobreviure a l'església durant més de 43 dies abans de ser rescatada. Tres anys més tard, va tornar a entrevistar-la i el documental Valentina's Nightmare: A Journey into the Rwandan Genocide es va emetre a la sèrie Frontline a l'abril de 1997. She was also featured in the Frontline documentary "Ghosts of Rwanda"
 que es va emetre el 2004, marcant el desè aniversari de la massacre.
L'església i les cases de les monges i el sacerdot on es van refugiar les víctimes són lloc del Memorial del Genocidi Nyarubuye.